# Isturgia limbaria
Isturgia limbaria là một loài bướm đêm trong họ Geometridae.

## Hình ảnh

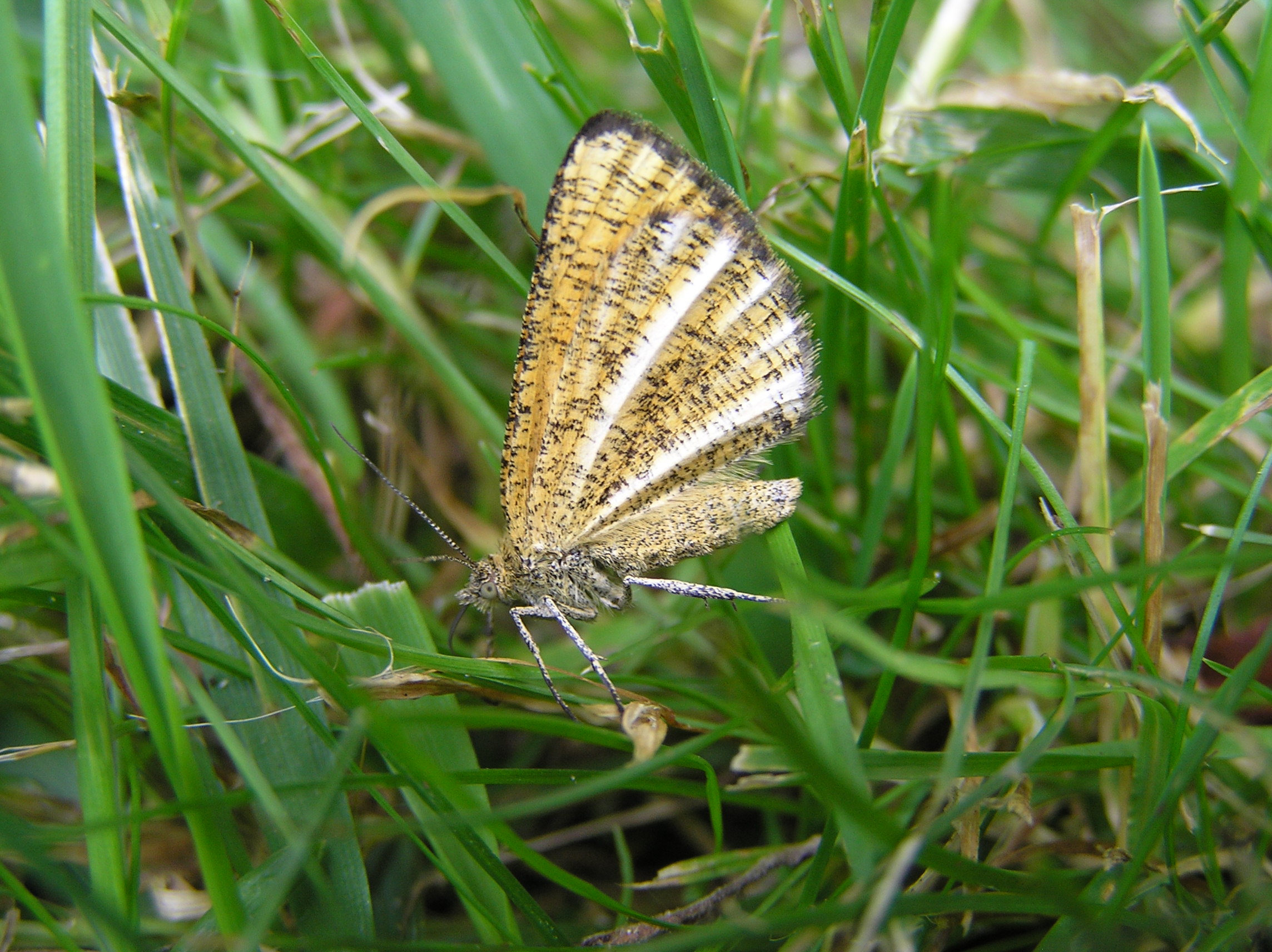
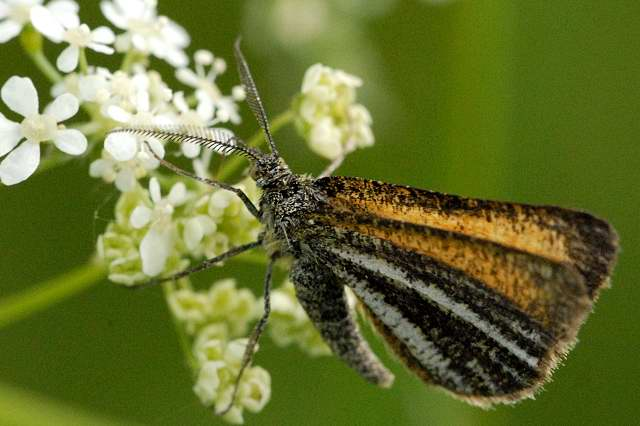
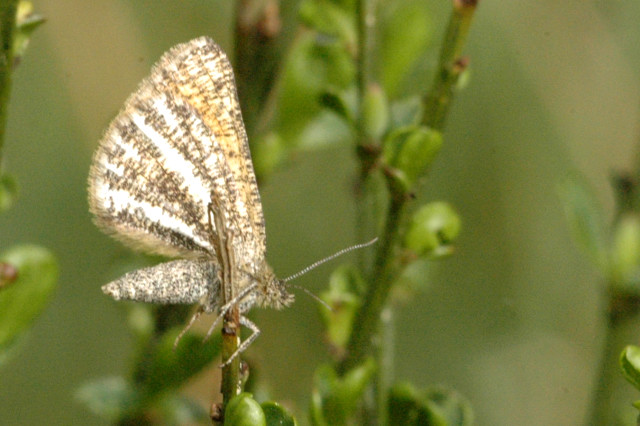